# 東京アスレティッククラブ
株式会社東京アスレティッククラブは、東京都中野区に本部を置く会員制総合スポーツクラブ運営会社。

## 概要
1969年2月に日本で最初に生まれた会員制総合スポーツクラブ。中野を中心に、直営店舗15ヶ所、幼児教育施設1ヶ所があり、指定管理者制度で公共施設の運営も多数行う。また、スポーツクラブだけでなく、チャイルドクラブ（幼稚園類似施設）や幼児に特化した体操・ダンス教室、お泊りイベント等、独自のプログラムが多数ある。2019年2月で会社設立50周年となった。東京都スポーツ推進企業に認定されている。

## 事業内容
- 会員制総合スポーツクラブの運営
- 企業フィットネスの受託
- 公共健康センターの運営受託
- 各種体操スクールの運営
- 体育事業の経営コンサルティング
- スポーツ幼稚園・保育園の運営
- 健康管理システムの開発、販売
- 直営スポーツクラブの展開
- 野外レクリエーションの企画、運営
- 文化教室の運営
- 飲食事業の展開

## 沿革
- 1969年2月 - 株式会社東京アスレティッククラブ設立
- 1970年7月 - 「東京アスレティッククラブ（TAC中野）」オープン
- 1972年 - 体育事業の経営コンサルティング業務開始
- 1973年 - スポーツ幼稚園「タックチャイルドクラブ」オープン
- 1979年 - 「TAC西荻」オープン
- 1980年 - 「TAC三鷹」オープン
- 1982年 - 「TAC国立」オープン
- 1985年 - 「TAC2」「TAC三鷹新館」オープン
- 1987年 - アクアビックエクササイズ開始
- 1989年 - 厚生大臣認定健康増進施設認定。労働者健康保持増進指導機関認定。
- 1992年 - 厚生大臣より「指定運動療法施設」の認定を受ける
- 1993年 - 「電設工業健康保険組合健康づくりセンター」受託開始
- 1994年 - 「文京区健康センター」受託開始
- 1995年 - 「港区立健康増進センター」受託開始
- 1998年 - 「横浜市スポーツコミュニティプラザ」受託開始
- 1999年 - 「杉並区立保険医療センター」受託開始
- 2000年 - 「TAC武蔵関」オープン
- 2001年 - 「TAC仙川」オープン。「茨城県立洞峰公園プール」「港区立港南健康福祉館」受託開始
- 2004年 - 「TACさいたま新都心店」「TAC桃山」オープン。「新宿区立元気館」受託開始。中野サンプラザ スポーツスペースアドバイザリー業務開始
- 2005年 - 「荒川総合スポーツセンター」受託開始
- 2006年 - 「中野区立中野体育館」「中野区立鷺宮体育館」「新宿区立新宿スポーツセンター」「江戸川区スポーツセンター」「新宿区立元気館」指定管理者受託開始
- 2007年 - 「荒川総合スポーツセンター」「洞峰公園（つくば市）」指定管理者受託開始。「TACテニスドーム」オープン
- 2008年 - 「国分寺市民スポーツセンター」他7施設 「西東京市スポーツセンター」他13施設「鎌倉市鎌倉体育館」他3施設 指定管理者受託開始。「ホテル日航東京 SPA然 TOKYO」 受託開始
- 2009年4月 - 「杉並区上井草スポーツセンター」 「狛江市民総合体育館」他8施設 指定管理者受託開始。「小金井市総合体育館」他1施設 指定管理者受託開始
- 2009年6月 - 「大阪支店」 「名古屋支店」開設
- 2010年4月 - 「仙台支店」開設。「仙台市宮城広瀬総合運動場」 「仙台市葛岡温水プール」 指定管理者受託開始
- 2010年10月 - 「熊本支店」開設
- 2011年4月 - 「取手グリーンスポーツセンター（取手市）」 指定管理者受託開始
- 2011年5月 - 「オークラフロンティアホテルつくば アネックスプールクラブ」 受託開始
- 2011年7月 - 「阿蘇支店」 開設
- 2012年1月 -  中野サンプラザより「中野サンプラザ スポーツ・スペース」 の事業譲渡を受け、直営店「TACサンプラザ スポーツ・スペース」として運営開始
- 2012年4月 - 「TAC大森」オープン。「名古屋市天白スポーツセンター」「名古屋市東スポーツセンター」「アゼリア21（阿蘇市）」 指定管理者受託開始。日本メディカルケアマネジメント株式会社に資本参加
- 2013年1月 - 「大分支店」開設
- 2013年4月 - 「大分市営温水プール」指定管理者受託開始。「TAC籠原」オープン。「中野区中部地域スポーツ施設」受託開始
- 2014年4月 - 「中野区産業振興センター」指定管理者受託開始。「港区健康増進センター」指定管理者受託開始
- 2015年3月 - 「TACプレミアジム」オープン
- 2015年4月 - 「仙台市水の森温水プール」「仙台市鶴ケ谷温水プール」「浜松市浜北温水プール」「生駒市井出山体育施設」指定管理者受託開始
- 2015年7月 - 中野区認可小規模保育所「TAC未来こども保育園南台」オープン
- 2016年4月 - 「新宿区立新宿スポーツセンター」「茅ヶ崎市屋内温水プール」指定管理者受託開始。中野区認可小規模保育所「TAC未来こども保育園大和町」オープン。成人向けフィットネスジムと運動特化型デイサービスを提供する「Lispo Gym コトニア西船橋店」オープン
- 2016年10月 - 「妙正寺体育館」指定管理者受託開始。
- 2017年4月 - 「中野区スポーツ・コミュニティプラザ（中部・南部）」受託開始。
- 2018年4月 - 「TAC仙台太子堂[4]」オープン。「グランドニッコー東京台場 Le CLUB」受託開始 。「玉野市総合体育館」他5施設指定管理者受託開始。「杉並区永福体育館」指定管理者受託開始
- 2018年5月 - 「Lispo Gym コトニア西船橋店」内に体操教室「TACコトニア西船橋」オープン。
- 2019年4月 - 「甲良町温水プール（滋賀県）」他1施設、「浜松市浜北総合体育館」他7施設、「中野区鷺宮スポーツコミュニティプラザ」他1施設　指定管理者受託開始。「くにたち市民総合体育館」他1施設　受託開始。
- 2019年6月 - 初のPFI参画事業である「かみす防災アリーナ」（茨城県）の運用を開始[5]。
- 2019年9月 - 「TACくにたち」オープン[6]。
- 2020年4月 - 「荒川総合スポーツセンター」指定管理者受託開始。
- 2020年8月 - 「TAC三鷹」閉店
- 2020年10月 - 「中野区立総合体育館」他1施設 指定管理者受託開始[7]。
- 2021年4月 - 「安城市レジャープール｜マーメイドパレス」指定管理者受託開始。「もりやまエコパーク交流拠点施設」指定管理者受託開始[8]。
- 2022年4月 - 「東村山市民スポーツセンター」指定管理者受託開始。
- 2022年4月 - 「豊能町立スポーツセンターシートス」指定管理者受託開始。
- 2023年7月 - 「TACサンプラザ スポーツスペース」閉店。
- 2024年1月 - 「いなべ市温水プール」指定管理者受託開始。
- 2024年3月 - 「TACプレミアジム春日後楽園」オープン[9]。
- 2024年4月 - 「つくば市民・学校プール」指定管理者受託開始[10]。
- 2024年4月 - 「八尾市立屋内プール」指定管理者受託開始。
- 2024年4月 - 「知多市民体育館及び知多運動公園」指定管理者受託開始。
- 2024年4月 - 「TACテニスジム」オープン[11]。

## 運営施設

### 民間施設
- 東京アスレティッククラブ（TAC中野）
- TAC桃山
- TACくにたち
- TAC武蔵関
- TAC西荻
- TAC仙川
- TACさいたま新都心
- TAC大森
- TAC籠原
- TAC仙台太子堂
- TACコトニア西船橋
- TACプレミアジム西荻
- TACプレミアジム春日後楽園
- TACテニスジム
- リスポジム　コトニア西船橋

### 幼児教育施設
- TACチャイルドクラブ

### 公共施設
- 中野区立総合体育館
- 中野鷺宮スポーツ・コミュニティプラザ／鷺宮運動広場
- 中野区スポーツ・コミュニティプラザ（中部・南部）
- 中野区産業振興センター
- 杉並区上井草スポーツセンター／他1施設
- 杉並区永福体育館
- 江戸川区スポーツセンター
- 荒川総合スポーツセンター
- 国分寺市民スポーツセンター／他7施設
- 狛江市民総合体育館／他8施設
- 小金井市総合体育館／他1施設
- 茨城県洞峰公園
- 茨城県つくば市民・学校プール
- 取手グリーンスポーツセンター
- 仙台市宮城広瀬総合運動場
- 仙台市葛岡温水プール／他2施設

- 玉野市総合体育館／他5施設
- アゼリア21（阿蘇市）／他1施設
- 生駒市井出山体育施設／他3施設
- 茅ヶ崎市屋内温水プール
- 愛知県名古屋市天白スポーツセンター
- 安城市レジャープール
- 愛知県知多市民体育館/他1施設
- 三重県いなべ市温水プール
- 滋賀県守山市環境学習都市宣言記念交流拠点施設
- 滋賀県甲良町温水プール/他１施設
- 大阪府八尾市立屋内プール
- 大阪府豊能町立スポーツセンターシートス

### PFI事業
- かみす防災アリーナ